# Route nationale 170
Pour les articles homonymes, voir Route 170.
La route nationale 170 est située dans le département du Val-d'Oise. Le décret du 5 décembre 2005 ne prévoit pas de conserver dans le réseau routier national ce tronçon de 3,5 km du Boulevard intercommunal du Parisis, connu depuis 2007 sous le nom d’Avenue du Parisis.
Avant la réforme de 1972, la route nationale 170, ou RN 170, était une route nationale française reliant Quimper à Brignogan-Plages. Elle a été dédoublée, entre Quimper et Daoulas par une voie rapide qui a été renumérotée RN 165. La RN 170 a été intégralement déclassée en RD 770.

## Ancien tracé d'Argenteuil à Soisy-sous-Montmorency (D 170)
- Argenteuil N 170
- Sannois
- Saint-Gratien
- Eaubonne
- Soisy-sous-Montmorency N 170

### Sorties
- Échangeur entre A15 et N170
- : Saint-Gratien
- : Saint-Gratien
- : Montmorency

## Ancien tracé de Quimper à Brignogan-Plages (D 770)

### Ancien tracé de Quimper à Daoulas
- Quimper D 783, puis D 770 : route de Brest (km 0)
- Quilinen, commune de Landrévarzec (km 11)
- Croas-ar-Born, commune de Saint-Coulitz (km 23)
- Kerbolé, commune de Cast (km 24)
- Châteaulin (km 26)
- Port-Launay (km 29)
- Pont-de-Buis-lès-Quimerch (km 39)
- Le Faou (km 45)
- L'Hôpital-Camfrout (km 52)
- Goasven, commune de Logonna-Daoulas (km 54)
- Daoulas (km 57)

### Ancien tracé de Daoulas à Brignogan-Plages
- Daoulas (km 57)
- Landerneau (km 69)
  - Route de Quimper
  - Quai de Cornouailles
  - Pont de Caernafon
  - Rue de Brest
  - Boulevard de la Gare
  - Rue Henri Dunan
  - Rue du Maréchal Leclerc
- Ploudaniel (km 80)
- Lesneven (km 85)
- Kergunic, commune de Kernouës (km 87)
- Roudoushir, commune de Kernouës (km 88)
- Brignogan-Plages D 770 (km 95)

### Nouveau tracé de Quimper à Plounéour-Brignogan-Plages (D 770 - Finistère)
- Quimper : 
  - route de Brest (km 0, déclassé) : le tronçon entre le  Carrefour giratoire de Trequeffelec et  Carrefour giratoire du Loc'h fait partie de la D 783
  -  Carrefour giratoire de Gourvily, début de la D 770 (km 4)
  -  Carrefour giratoire entre D 100 (Pont-L'Abbé, Douarnenez, Audierne, Locronan, N 165 ( 56) et D 770
  - Ty Sanquer, intersection avec la D 785 en direction de Briec (km 6)
- Quilinen, commune de Landrévarzec (km 11)
- Croas-ar-Born, commune de Saint-Coulitz (km 23)
- Kerbolé, commune de Cast (km 24)
- Châteaulin (km 26)
  - Avenue de Quimper, puis Quai Carnot
  - Deux  Carrefour giratoire entre D 770 et D 887 (Crozon, Douarnenez, Locronan) + pont sur l'Aulne
  - Quai Charles de Gaulle + intersection avec la D 887 (Rennes, Pleyben, Carhaix-Plouguer)
- Port-Launay (km 29)
- Intersection avec la  61 de la N 165 près de Saint-Ségal
- Pont-de-Buis-lès-Quimerch (km 34)
- Quimerc'h, commune de Pont-de-Buis-lès-Quimerch (km 39)
- Le Faou (km 45)
  -  Carrefour giratoire entre D 770, D 791 (Rosnoën, Crozon) et D 42 (vers N 165, Rumengol, Forêt du Cranou)
- Intersection avec la D 18 (Hanvec, Sizun, Landivisiau, Roscoff) et des sorties  64 et  65 de la N165 dans la commune de Hanvec
- L'Hôpital-Camfrout (km 52)
- Goasven, commune de Logonna-Daoulas (km 54)
- Daoulas (km 57)

### Ancien tracé de Daoulas à Brignogan-Plages (D 770 - Finistère)
- Daoulas (km 57)
- Intersection avec la  66 de la N165 à la sortie de Daoulas
- Carrefour giratoire entre D 770, D 47 (Saint-Urbain) et Dirinon
- Landerneau (km 69)
  - Route de Quimper
  -  Carrefour giratoire entre D 770 et D 29 (Plougastel-Daoulas), la D 770 quitte la route de Quimper désormais déclassée en voie communale
  - Rue Jean Monnet,  Rue de Broustic (depuis les deux sens et vers Lesneven) et pont mobile sur l'Elorn
  - 3  Carrefour giratoire entre D 712 (Guipavas, La Forest Landerneau ou centre-ville, La Roche-Maurice, Landivisiau) et D 770
  - Pont de l'Europe
- Carrefour giratoire , début de tronçon en voie express et sortie de Landerneau
- Avenue de Tourous (sens Daoulas-Lesneven) + section en 2+1 voies (sens Daoulas-Mesneven)
- Parc d'innovation de Mescoat + section en 2x2 voies
- Carrefour giratoire entre D 770 et Rue du Maréchal Leclerc (ex-D 770)
- Petit Saint-Eloi (de et vers Daoulas)
- Carrefour giratoire , fin de voie express
- 3  Carrefour giratoire entre D 770,  Saint-Eloi de la N 12 (Brest ou Rennes) et Zone d'activités de Saint-Eloi de Saint-Eloi, Plouedern
- Carrefour giratoire de l'Auberge Neuve
- Carrefour giratoire de Vizoc
- Ploudaniel (km 80)
  -  Carrefour giratoire entre D 770 et D 25 (Guipavas), début de déviation de Ploudaniel (la traversée du bourg est déclassée)
  -  Carrefour giratoire de Mesguen
  -  Carrefour giratoire de Kerbiquet, fin de déviation de Ploudaniel
- Carrefour giratoire entre D 770 et D 32 (Landivisiau, Saint-Méen ou Le Folgoët, Lannilis, Plouguerneau)
- Lesneven (km 85)
  - Rue de la Marne
  - Place du Général Le Flo, intersection avec la D 788 (Le Folgoët ou Saint-Pol-de-Léon)
  - Rue du Four
- Kergunic, commune de Kernouës (km 87)
- Roudoushir, commune de Kernouës (km 88)
- Carrefour giratoire entre D 770 et D 10 (Goulven, Plouescat ou Kerlouan, Plouguerneau)
- Brignogan-Plages D 770 (km 95)